# Аргос
А́ргос (греч. Άργος) — город в Греции. Находится на высоте 42 метра над уровнем моря, в северо-восточной части полуострова Пелопоннеса, в 96 километрах к юго-западу от Афин, в 10 километрах к северо-западу от Нафплиона (традиционная гавань Аргоса) и в 34 километрах к северо-востоку от Триполиса. Административный центр общины (дима) Аргос-Микене в периферийной единице Арголиде в периферии Пелопоннес. Население 22 209 жителей по переписи 2011 года.
Наряду с Афинами, Фивами и Пловдивом претендует на право считаться древнейшим постоянно населённым городом Европы.

## География
Город расположен в центре самой засушливой долины Греции, на вершинах холмов Аспид (Пророка Илии) и Лариса, на которых находились две цитадели. Город был расположен около древнейших городов Микен и Тиринфа, которые известны по поэмам Гомера как царство Агамемнона, но в историческую эпоху уже были заброшены, их роль как центра Арголиды перешла к Аргосу.

## История
Территория Аргоса непрерывно заселена на протяжении последних 9 тысяч лет. О существовании города можно говорить с начала 2-го тыс. до н. э.
Главными периодами расцвета Аргоса считаются поздний среднеэлладский, ранний микенский, а также гомеровский период.
Мифологическая история города тесно связана с царём Адрастом и его походами против Фив, которые стали одними из излюбленных сюжетов древнегреческих трагиков. «Семеро против Фив» — провалившийся поход героев, в котором погибли все, кроме Адраста. Поход эпигонов — успешный поход детей погибших героев. Один из центральных героев «Илиады» Гомера — Диомед, внук Адраста, царь Аргоса, зависящий от Агамемнона, царя Микен.
Также следует упомянуть Ио, дочь царя Инаха, похищенную финикийцами по одной версии, или просто сбежавшую с ними, по другой. Эта история описана Геродотом.
Как и весь Пелопоннес, Аргос был захвачен дорийцами, при этом Аргос, вероятно, был первым центром укрепления дорийского могущества на Пелопоннесе. Коренное население области жило на положении периэков. Царская власть в Аргосе ведёт свой род от Темена, потомка Геракла. Из правителей Аргоса выделяется фигура Фидона, вероятно правившего в VIII—VII веках до н. э. Он вёл активную наступательную политику, подчинил себе Арголиду, остров Эгину. После него известны тираны: Перилл и Архин. Несмотря на общее дорийское происхождение, Аргос был постоянным военным соперником Спарты.
После разгрома спартанцев при Левктрах в 371 году до н. э. Аргос вышел из Пелопоннесского союза и заключил договор с Афинами, а в следующем году в городе произошло массовое избиение олигархов, известное как Аргосский скитализм.
В III веке до н. э. известны тираны Архин и Лафаес, затем Аристипп I, его сын Аристомах I. Аристомах I погиб в ходе заговора в 241 году до н. э. и власть перешла к его сыновьям, сначала к Аристиппу II, затем к Аристомаху II. Аристипп II погиб в 235 году до н. э. в битве под Микенами с Аратом Сикионским.

## Транспорт
Через город проходит национальная дорога 7 Каламата — Коринф. Национальная дорога 70 соединяет Аргос с Нафплионом и Палеа-Эпидавросом.

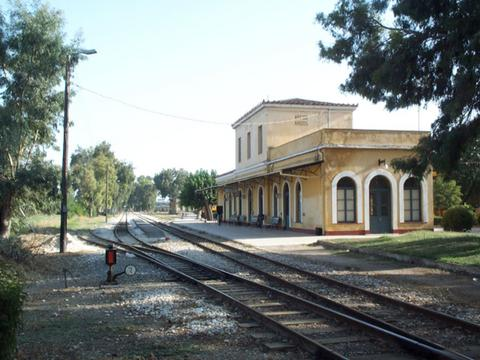
Железнодорожная станция «Аргос»

Железнодорожная станция «Аргос» была открыта в 1886 году и закрыта в 2010 году.

## Образование

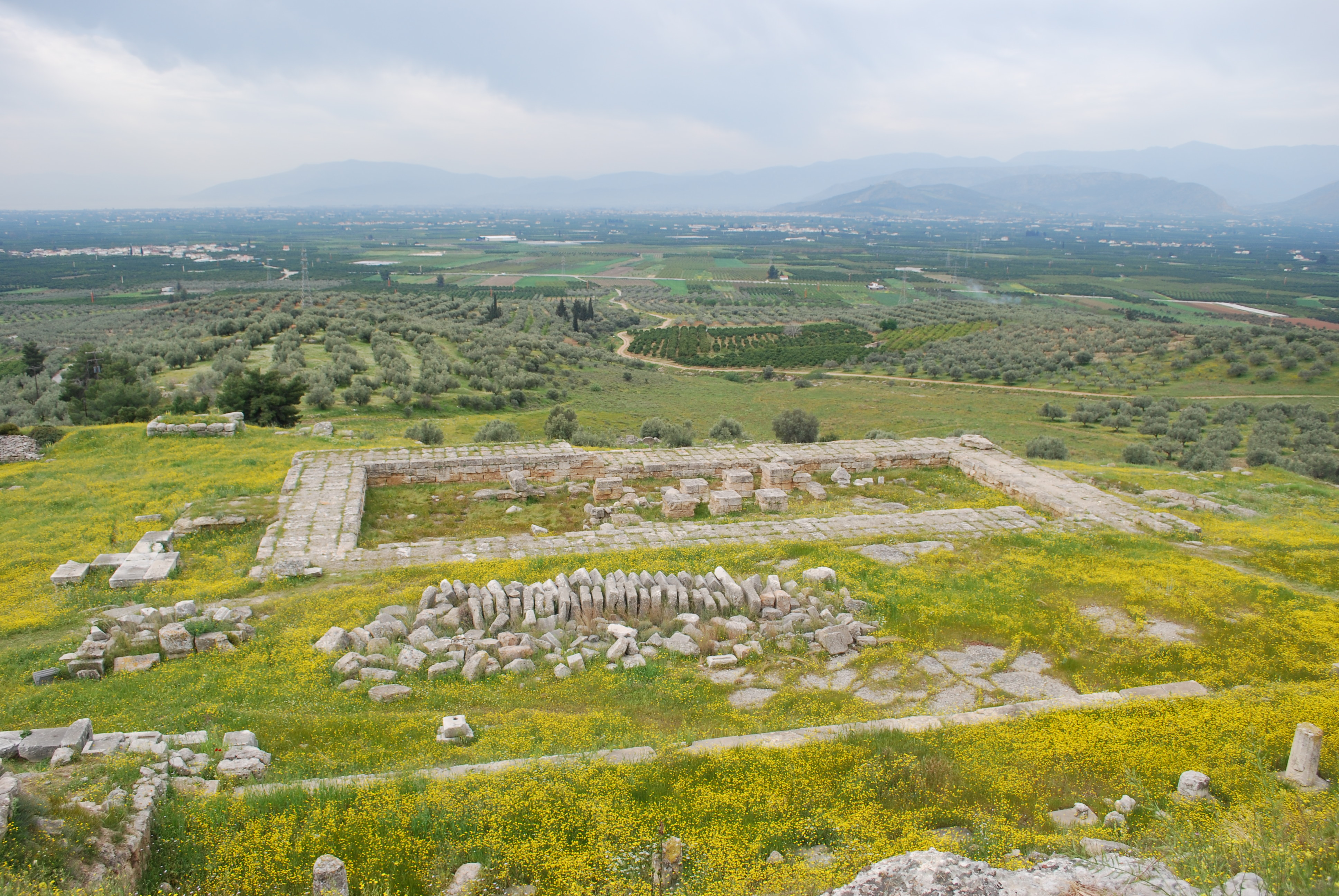
Фундамент античного храма Геры

В Аргосе есть, среди прочего, десять начальных школ, четыре гимназии и три лицея. Есть десять детских садов и профессионально-техническое училище.

## Сообщество Аргос
В общинное сообщество Аргос входят четыре населённых пункта. Население 22 602 жителя по переписи 2011 года. Площадь 49,772 квадратного километра.
| Населённый пункт | Население (2011), человек |
| ---------------- | ------------------------- |
| Акова            | 167                       |
| Аргос            | 22 209                    |
| Кокла            | 153                       |
| Тименион         | 73                        |

## Население
| Год  | Население, человек |
| ---- | ------------------ |
| 1991 | 21 983             |
| 2001 | 24 630             |
| 2011 | ↘ 22 209           |

## Достопримечательности

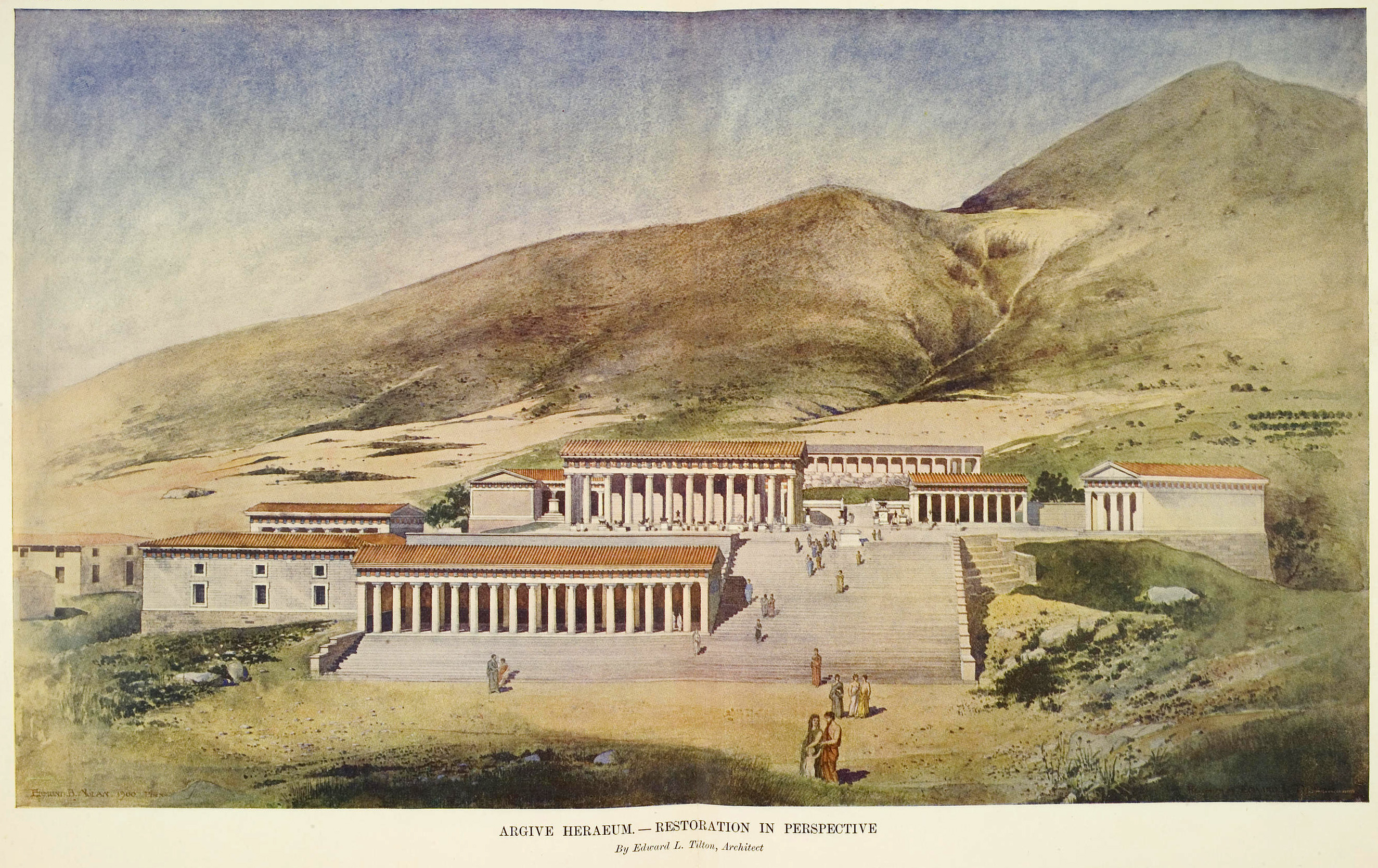
Герейон в Аргосе

- Акрополь Лариса
- Холм Профитис-Илиас (греч. Προφήτης Ηλίας, Пророка Илии)
- Театр[9], самый большой театр до н. э.
- Древняя агора[10]
- Археологический музей Аргоса[англ.][11]
- Герейон, святилище Геры[12]. Город был одним из культовых центров поклонения богине Геры. Святилище Геры располагалось неподалёку от Аргоса, на террасе горы. Первый храм, построенный, вероятно, в VIII веке до н. э., был одним из первых греческих храмов, построенных по схеме периптера. В храме велись списки жриц богини, которые греческие историки Гелланик и Фукидид использовали как отправную точку для хронологии.
- Святилище Аполлона и Афины[13]
- Особняк Констандопулоса по проекту Эрнста Циллера 1911 года[14]
- Ратуша, двухэтажное здание в неоклассическом стиле[15]
- Народный рынок, одноэтажное здание по проекту Эрнста Циллера 1889 года[16]

## Персоналии
В V—IV вв. до н. э. город был знаменит скульптурной мастерской Поликлета и его учеников. Именно здесь были заложены основы классического греческого искусства. Скульптуры Поликлета «Дорифор» и «Диадумен» были названы канонами — образцами.
Американский филэллин Джордж Джарвис (1797—1828), умерший в Аргосе во время Освободительной войны Греции 1821—1829 гг., был похоронен в церкви Айос-Иоанис (Св. Иоанна). О других личностях, связанных с городом, см. Категория:Персоналии:Аргос.